# Giuseppe Renato Imperiali
Giuseppe Renato Imperiali (ur. 29 kwietnia 1651 w Oria – zm. 15 stycznia 1737 w Rzymie) – włoski kardynał.

## Życiorys
Pracował w kurii rzymskiej od pontyfikatu Klemensa X (1670-76). W 1686 został komisarzem generalnym ds. marynarzy i galer oraz fortec. W lutym 1690 papież Aleksander VIII mianował go kardynałem diakonem San Giorgio in Velabro, mimo że nie miał wówczas żadnych święceń. Legat w Ferrarze 1690-94. Prefekt Św. Kongregacji Dyscypliny Zakonnej (od 1698) i Św. Kongregacji Dobrego Rządu. W 1726 uzyskał promocję do rangi kardynała prezbitera. Uczestniczył w konklawe 1691, 1700, 1721 i 1724. Archiprezbiter Kolegium Kardynalskiego od 1727 roku. Na konklawe 1730 kardynał Cornelio Bentivoglio zgłosił weto króla Hiszpanii wobec jego kandydatury w momencie, gdy zabrakło mu tylko jednego głosu do wyboru na papieża. Zgromadził bogatą bibliotekę, sprzedaną na aukcji w 1793. Zmarł w Rzymie po krótkiej chorobie w osiemdziesiątym szóstym roku życia.